# Planh

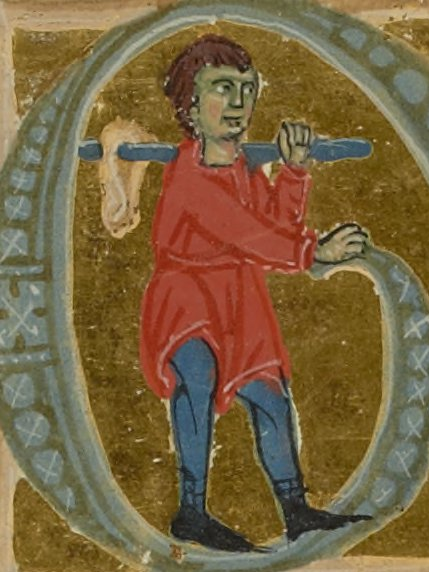
Représentation de Cercamòn, un des premiers troubadours et planhs connus

Un planh est une forme troubadouresque consistant en une lamentation funèbre qui pleure la mort d'un ami, d'un personnage fameux, etc. 
Le planh a ordinairement la structure thématique suivante:
1. Invitation au planh.
2. Lignage du défunt.
3. Énumération des terres ou personnes touchées par sa mort.
4. Éloge des vertus du défunt, dont le troubadour très souvent annonce qu'elles vont disparaître avec sa mort. Cette section est habituellement le motif principal.
5. Prière pour demander le salut de l'âme du défunt.
6. Douleur produite par cette mort.

Dans certains cas, après l'éloge, si le mort était un roi ou un grand seigneur, il est possible que le troubadour chante les caractéristiques du successeur.
À la suite de la mort de Ponç de Mataplana en 1180, Guillem de Berguedan lui a dédié un planh qui est considéré comme un des plus sincères que l'on peut trouver dans la littérature troubadouresque. Fuyant les schémas conventionnels, Berguedà toujours orgueilleux, s'accuse - sans nécessité - d'avoir menti dans tout ce qu'il avait dit antérieurement sur Mataplana, de ne pas lui être venu en aide au moment de sa mort malheureuse et, dans la dernière strophe, souhaite que son destin trouve une sorte de paradis terrestre - très différent du concept de ciel orthodoxe - où Mataplana retrouverait les amis du troubadour déjà disparus et tous les héros incontournables de l'époque, sans oublier quelques "dames gentils" pour que la félicité soit complète.

## Tableau chronologique desplanhs
- grands personnages
- autres troubadours
- dames
- amis

| Compositeur               | PC          | Incipit (i.e. titre)                                   | Date    | Défunt                                  |
| ------------------------- | ----------- | ------------------------------------------------------ | ------- | --------------------------------------- |
| Cercamòn                  | 112,2a      | Lo plaing comens iradamen                              | 1137    | Guilhèm X de Peitieus                   |
| Giraut de Bornelh         | 242,65      | S'anc jorn aqui joi e solaz                            | 1173    | Rambaud d'Aurenja                       |
| Guilhèm de Berguedan      | 210,9       | Cousiros chan e planh e plor                           | 1180    | Ponç de Mataplana                       |
| Bertran de Bòrn ?         | 80,26       | Si tuit li dol el plor el marrimen                     | 1183    | Henri le Jeune                          |
| Bertran de Bòrn           | 80,41       | Mon chan fenisc el dol et ab maltraire                 | 1183    | Henri le Jeune                          |
| Bertran de Born           | 80,6a       | A totz dic qe ja mais non voil                         | 1186    | Geoffroy II de Bretagne                 |
| Raimbaut de Vaqueiras     | 392,4a      | Ar pren camgat per tostemps de xantar                  | c. 1190 | dame anonyme                            |
| Guilhem de Saint-Leidier  | 234,15a     | Lo plus iraz remaing d'autres chatius                  | c. 1190 | Badoc (inconnu)                         |
| Folquet de Marseille      | 155,20      | Si com cel qu'es tan greujat                           | 1192    | Barral Ier des Baux                     |
| Gaucelm Faidit            | 167,22      | Fortz causa es que tot lo major dan                    | 1199    | Richard Ier d'Angleterre                |
| Giraut de Bornelh         | 242,56      | Planh e sospir e plor e chan                           | 1199    | Aimar V de Limòtges                     |
| Pons de Capduelh          | 375,7       | De totz caitius sui eu aicel que plus                  | ????    | Azalais, épouse d'Ozil de Mercœur       |
| Guillem Augier Novella    | 205,2       | Cascus plor e planh son damnatge                       | 1209    | Raimon Rogièr Trencavel                 |
| Lanfranco Cigala          | 282,7       | Eu non chan ges pes talan de chantar                   | 1210s   | Berlenda                                |
| Giraut de Calanso         | 243,6       | Bels senher Deus, quo pot esser sofritz                | 1211    | Ferdinand, infant de Castile            |
| Gavaudan                  | 174,3       | Crezens fis verais et entiers                          | 1212    | sa dame anonyme                         |
| Aimeric de Peguilhan      | 10,30       | Ja no cugei quem pogues oblidar                        | 1212    | Azzo VI d'Este et Boniface de Vérone    |
| Aimeric de Peguilhan      | 10,48       | S'eu chantei alegres ni jauzens                        | 1212    | Azzo VI d'Este et Boniface de Vérone    |
| Daude de Pradas           | 124,4       | Be deu esser solatz marritz                            | 1220–30 | Uc Brunenc                              |
| Aimeric de Peguilhan      | 10,10       | Ara par be que Valors se desfai                        | 1220    | Guglielmo Malaspina                     |
| Aimeric de Peguilhan      | 10,22       | De tot en tot es ar de mi partitz                      | ????    | bonne comtesse Béatrice                 |
| Sordèl                    | 437,24      | Planher vol En Blacatz en aquest leugier so            | 1237    | Blacatz                                 |
| Bertran d'Alamanon        | 76,12       | Mout m'es greu d'En Sordel quar l'es faillitz sos sens | 1237    | Blacatz                                 |
| Peire Bremon Ricas Novas  | 330,14      | Pus partit an lo cor En Sordel e'n Bertrans            | 1237    | Blacatz                                 |
| Aimeric de Belenoi        | 9,1         | Ailas, per que viu lonjamen ni dura                    | 1242    | Nuño Sánchez                            |
| Aimeric de Peguilhan ?    | 10,1=330,1a | Ab marrimen angoissos et ab plor                       | 1245    | Raimond Bérenger IV de Provence         |
| Rigaut de Berbezilh attr. | 421,5a      | En chantan (ieu) plaing e sospir                       | 1245    | Raimond Bérenger IV de Provence         |
| Bonifaci Calvo            | 102,12      | S'ieu ai perdut, no s'en podon jauzir                  | 1250–65 | sa dame anonyme                         |
| Bertran Carbonel          | 82,15       | S'ieu anc nulh tems chantei alegramen                  | 1252–65 | P. G. (prob. Peire Guilhem de Tolosa)   |
| Pons Santolh              | 380,1       | Marritz com hom malsabens ab frachura                  | 1260    | Guilhem Montanhagòl                     |
| Raimon Gaucelm            | 401,7       | Cascus planh lo sieu damnatge                          | 1262    | Guiraut d'Alanhan, bourgeois de Béziers |
| Anonyme                   | 461,234     | Totas honors e tug fag benestan                        | 1266    | Manfred Ier de Sicile                   |
| Bertolome Zorzi           | 74,16       | Sil mons fondes a meravilha gran                       | 1268    | Conradin et Frédéric Ier de Bade-Bade   |
| Paulet de Marseille       | 319,7       | Razos no nes que hom deja cantar                       | 1268    | Barral II des Baux                      |
| Anonyme                   | 461,107     | En chantan m'aven a retraire                           | 1269    | Gregorio de Montelungo                  |
| Guilhem d'Autpol ?        | 206,2       | Fortz tristors es e salvatj'a retraire                 | 1270    | Louis IX de France                      |
| Guiraut Riquier           | 248,63      | Ples de tristor, marritz e doloiros                    | 1270    | Amalric Ier de Narbonne                 |
| Joan Esteve               | 266,1       | Aissi quol malanans                                    | 1270    | Amalric Ier de Narbonne                 |
| Matieu de Carcin          | 299,1       | Tan sui marritz que nom puesc alegrar                  | 1276    | Jacques le Conquérant                   |
| Cerverí de Girona         | 434a,62     | Si per tristor per dol ni per cossire                  | 1276    | Jacques le Conquérant                   |
| Cerverí de Girona         | 434,7e      | Joys ni solatz, pascors, abrils ni mais                | 1276    | Raimon de Cardona                       |
| Joan Esteve               | 266,10      | Planhen ploran ab desplazer                            | 1289    | Guilhem de Lodève                       |
| Raimon Menudet            | 405,1       | Ab grans dolors et ab grans merrimens                  | ????    | Daude de Boussagues                     |
| Raimon de Cornet          | -           | Aras quan vey de bos homes fraytura                    | 1324    | Amanieu VII d'Albret                    |
| Anonyme                   | 461,133b    | Glorios Dieus, don totz bens ha creysensa              | 1343    | Robert Ier de Naples                    |